# Красота
Красотата (за синоними могат да се използват хубост, прелест или миловидност) е абстрактна характеристика, абстрактна категория, която отразява хармоничното съчетание на отделните черти и елементи в даден обект, така че да се получи усещане за съвършенство, удовлетворение, наслада и удоволствие както за очите, така и за ума. Обектът може да бъде човек, предмет, природно място или дори идея. Красотата е много важна категория за естетиката, социологията, психологията и културата.

## Идеалът за красота през вековете

### В Древен Египет
Идеалът за красота се е променял през вековете, но дори и в един и същ исторически период възприемането на красотата остава твърде субективно и се различава при различните народи. Симетрията винаги е част от критериите за красота, защото предполага липса на дефекти. В Древен Египет например идеалът за красота на жена е красиво лице и стройна фигура. Египтяните отделят специално внимание на дрехите, прическата и аксесоарите.
Очите са фокусът, затова се подчертават със специален грим, така че да изглеждат много по-големи и удължени.
Очертаването им става с дебела черна (или тюркоазена в по-ранната история) линия, като за материал се ползва пепел, сажди, съединения на медта и оловото като оловен сулфид. Поверието е, че черната линия предпазва от болести и беди. Фактът е, че до голяма степен тя е предпазвала очите от яркото слънце.
Египтянките се грижат много за своето лице и тяло. Те се къпят в благовонни масла, носят леки, почти прозрачни дрехи и използват козметика от натурални продукти. За да овлажнят кожата си, те правят маски от масло от горчив бадем, маруля, кимион и лилия, а за да я ароматизират, я натриват с масло от лимон, мира и кедър. За омекотяване на кожата те използват мед. Според легендата Клеопатра VII се е къпела в прясно мляко с разтворен в него мед. Започват да използват сапун 1500 г. пр.н.е., направен от животински мазнини, зеленчуци и сол. Египетските жени също така боядисват косата си с къна, а по-късно започват да носят перуки върху късо подстриганите си коси, с цел по-добра хигиена и предпазване от въшки. За устните извличат червена боя от смесица от йод, съединения на брома и растителни оцветители
До наши дни се е запазил бюстът на Нефертити, който дава представа за понятието за красота на древните египтяни. Самото име на царицата означава „пристигаща красота“. Дори днес издължената лебедова шия, изящно изваяните устни и идеалните пропорции на лицето предизвикват възхищение. Друг идеал за красота от този период е Клеопатра.

### В Древна Гърция
В Древна Гърция идеалът за красота е обожествен. Древните гърци се прекланят пред съвършенството, те изчисляват пропорциите на отделни части от тялото математически и издигат в култ красотата и идеалните съответствия. Според тези изчисления, пропорциите са идеални, ако главата е 1/7 от общия ръст, дланта – 1/10, а стъпалото – 1/6. Центърът на тялото трябва да е на нивото на пъпа. Самото тяло трябва да е меко и закръглено. Еталонът за красота е: ръст 164 cm, обиколка на гърдите 69 cm и обиколка на бедрата 93 cm.
Статуите на богинята на красотата и любовта Афродита се подчиняват на тези пропорции. Един такъв пример за идеала за красота в Древна Гърция е статуята на Венера Милоска, която се счита, че изобразява Афродита. Тя е едно от най-прочутите произведения на древногръцкото скулптурно изкуство и е открита през 1820 г. сред развалините на древния град Милос на едноименния остров в Бяло море. Египетските пирамиди и Партенонът са пример за използването на златното сечение (символ за красота и хармония) в архитектурата.
Според древните елини красотата е в хармонията на тялото и ума, външната и вътрешната красота трябва да съществуват в пълна хармония. В основата стои спорта и спазването на диети за хранене, тъй като красотата е именно в здравото и мускулесто тяло. Ежедневно гърците взимат бани, подлагат се на масажи и изпълняват гимнастически упражнения. За лицето се използват маски от брашно и мляко във вид на каша. За очите и миглите използват смес от сажди, яйчен белтък, червено вино и смола.

### В Древен Рим
В Древен Рим символ на красотата е Венера – богинята на любовта. Римлянките също отдават голямо значение на хигиената и взимат бани във вода, ароматизирана обикновено с лавандула или вана с червено вино. Те също използват козметика. За потъмняване на миглите и клепачите се използва така наречения кол – смесица от антимон и сажди. За избелване на лицето те използват креда. В гръцко-римското общество жените носели бяло олово и тебешир върху лицата си.

### По време на Възраждането
В епохата на Възраждането каноните за красота стават бледото лице, красивата уста с червени устни, белите зъби и дългите копринени коси на вълни. Към тях трябва да се прибявят дългата изваяна шия и високото чело. По това време жените започват да скубят веждите си и да ги оформят така, че лицето да изглежда продълговато и използвали яйчен белтък, за да избелят и придадат блясък на кожата си. Тази красота може да се види в картините на Тициан и Рембранд, където са изобразени млади закръглени красавици с румени лица. Леонардо да Винчи съхранява идеала за красота на Средновековието и формулира системата на „златната пропорция“, която се е запазила и до днес. Златното сечение (известно още като златна пропорция, златен коефициент или божествена пропорция) изразява отношение на части, за които по-малката част се отнася към по-голямата, така както по-голямата към цялото. То е не само математическо понятие, но и символ за красота, хармония и съвършенство в изкуството, науката и природата. Било е познато на древните египтяни и древните гърци. Представата за хармония и отношение е в основата на философските идеи на Питагор.
По време на Викторианската епоха царува строг морал и строги религиозни норми. Козметиката (гримирането) се приемат като дяволско изобретение и са недопустими за жените, особено от по-висшето общество. Бялата, бледа кожа все още е на мода, и дори се издига в култ. Дамите носят шапки с широки периферии и ръкавици, които да ги пазят от слънцето. Бялата кожа се счита за признак на аристократизъм.

### XX век
Двадесети век се характеризира с „освобождаването“ не жената. Тя става самоуверена, независима, амбициозна, с изискани маниери, В началото на века, през 20-те години на мода идват по-късите рокли и късите коси. Луис Брукс и Глория Суансон олицитворяват женската красота от този период: малки глави, изразителни очи с подчертана линия, изящна усмивка и къса права коса. През 30-те години блестящият холивудски стил става пример за подражание с неговите икони Грета Гарбо и Марлене Дитрих. Малко по-късно Грейс Кели става символ на модна, изящна и елегантна красота. Еталон за красота след нея стават Мерилин Монро, Джина Лолобриджида, Бриджит Бардо, Елизабет Тейлър, Одри Хепбърн и София Лорен. Мерилин Монро се превръща в идол и секс-символ за целия свят. Бурните социални, политически и културни промени на 60-те години налагат и драстични промени в критериите за красота. Британската манекенка Туиги поставя нови стандарти за красота с много слабата си фигура и оттук нататък слаб се счита не само моден атрибут, но и критерий за красота. Настъпва краят на светлия блед тен: лицето е със слънчев загар – символ на природосъобразен начин на живот, в който спортуването заема важно място. През 70-те, 80-те и 90-те години именно се изгражда образът на независимата, силна жена, която се стреми към собствена кариера. През този период идеали за красота са Синди Крофорд, Наоми Кембъл, Клаудия Шифер и други.

### XXI век
Днешните критерии за женска красота са дефинирани като 90-60-90, ръст 175 сантиметра и тегло 55 килограма. Здравето и закаляването на тялото са издигнати до култ. Фитнесът навлиза във всеки дом. Гримирането се превръща в част от всекидневните задължения на жената, но е лек и едва забележим, давайки предимство на естествеността. Дрехите са по-свободни, непретенциозни и в по-спортен стил. За символ на женската красота през този период могат да се посочат Катрин Зита-Джоунс, Анджелина Джоли (началото на 2010-те) Моника Белучи и други. В наши дни красотата е пряко свързана с натуралност и индивидуализъм. Жената на XXI век е красива, ако излъчва здраве, сила, женственост и ум едновременно, като запазва своята индивидуалност. Неизменни атрибути на красивия мъж са спортната фигура и делова външност, но често към тях се прибавят и леко необръснато лице.